# 北大阪急行電鐵
北大阪急行電鐵股份有限公司（日语：／ Kita-Ōsaka Kyūkō Dentetsu */?），簡稱北大阪急行電鐵或北急，是日本的一家鐵路公司，經營位於大阪府豐中市和吹田市市境附近的北大阪急行電鐵南北線。北大阪急行電鐵於1967年12月11日成立，是一家由阪急電鐵和大阪府等共同出資設立的第三部門公司。由於阪急電鐵擁有這家公司過半的股權，因此是阪急阪神東寶集團的子公司之一。全部營業區間雖然只有8.4公里，但被視為準大手私鐵。在2014年3月31日之前，北大阪急行電鐵的成人1區票價只有80日元，是日本國內最便宜的。

## 路線列表
| 路線顏色 | 路線記號 | 中文線名 | 日文線名 | 起點            | 終點        | 距離（公里） |
| -------- | -------- | -------- | -------- | --------------- | ----------- | ------------ |
| 紅色     | M        | 南北線   |          | 箕面萱野（M06） | 江坂（M11） | 8.4          |

## 車輛
北大阪急行電鐵現時有兩款列車行駛，分別為8000型及9000型列車。
首輛8000形列車（8001）於1986年7月1日投入服務。 該款列車曾獲得日本鐵道友之會第27屆桂冠獎。 2014年起，8000形列車開始逐步退役。編號為8002及8004的列車已分別於2014年8月及2015年2月退役。
首輛9000形列車（9001）於2014年4月28日投入服務。第三輛9000形列車（9003）則於2016年2月27日投入服務。 2021年，北大阪急行電鐵訂購了額外3輛9000形列車，供南北線於2023年底延伸至箕面時使用。

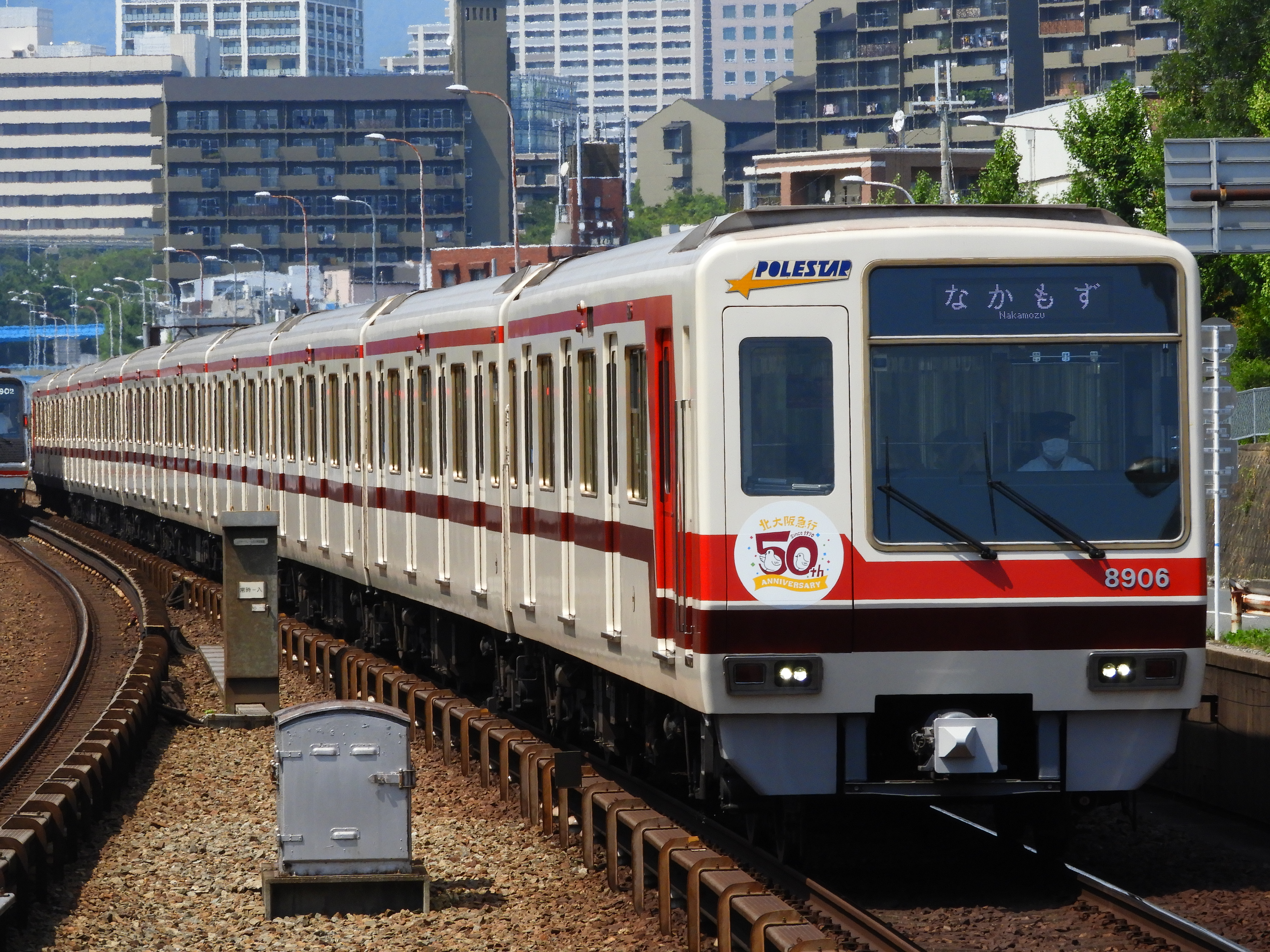
駛入桃山台站的北急8000型電聯車（日语：北大阪急行電鉄8000形電車）
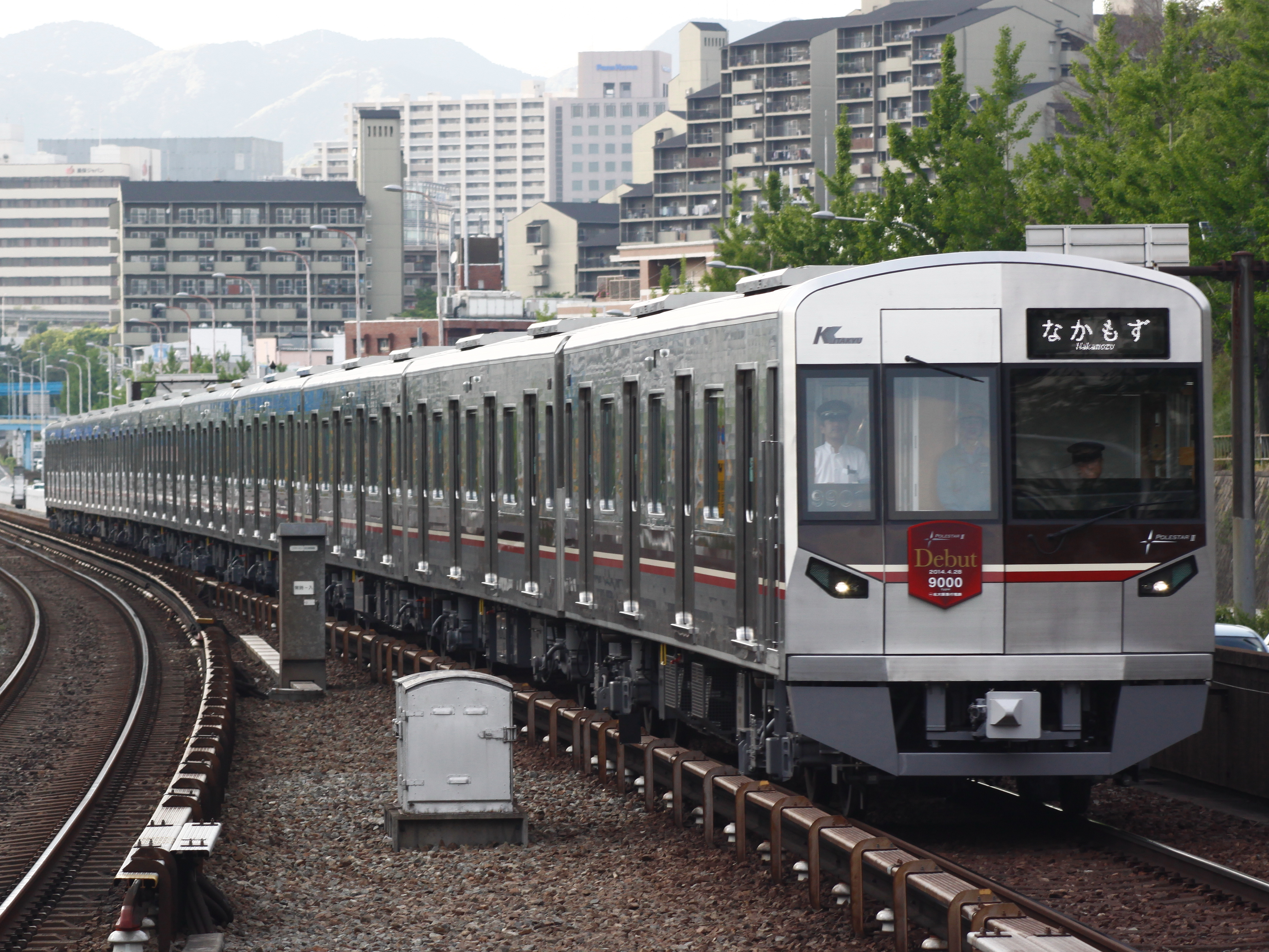
北急9000型電聯車（日语：北大阪急行電鉄9000形電車）

## 外部連結
- 北大阪急行電鉄ウェブサイト（页面存档备份，存于）
- 北大阪急行線延伸／箕面市